# Svenskt kärntekniskt centrum
Svenskt kärntekniskt centrum (SKC) är ett svenskt nationellt forskningscentrum förlagt till Kungliga Tekniska högskolan (KTH) i Stockholm. Dess syfte är att "stimulera och utveckla forskningssamverkan mellan högskolor, myndighet och näringsliv inom strategiska och tvärdisciplinära teknikområden [...] inom det kärntekniska området". 

## Historik
SKC bildades 2002, då som ett organisatoriskt fristående centrum, av tre svenska högskolor, fyra företag inom kärnkraftssektorn samt myndigheten Statens kärnkraftinspektion, SKI, från 2008 Strålsäkerhetsmyndigheten, SSM. Från och med ingången av 2008 blev centret formellt kopplat till KTH.  Svenskt kärntekniskt centrum delar årligen ut Sigvard Eklunds pris för bästa examensarbete respektive doktorsavhandling som berör området energirelaterad kärnteknik.
SSM:s deltagande i och stöd till SKC kritiserades 2014 då det framkom att SKC under flera år gjort stora satsningar på reklam och lobbyverksamhet för ny kärnkraft. Detta bedömdes som oförenligt med den oberoende roll som myndigheten ska ha. Formerna för samarbetet har sedan setts över, och sedan 2020 är Strålsäkerhetsmyndigheten åter en del av SKC.

### Föreståndare
- 1995–1999: Ingemar Tirén
- 1999–2008: Tomas Lefvert
- 2009–2013: Jan Blomgren
- 2014–2015: Farid Alavyoon
- 2015–2017: Hans Henriksson
- 2018: Daniel Westlén
- 2019–2023: Merja Pukari
- 2023- : Cilla Andersson

### Parter inom SKC
- Kungliga Tekniska högskolan
- Chalmers tekniska högskola
- Uppsala universitet
- Strålsäkerhetsmyndigheten (SSM)
- Westinghouse Electric Sweden AB
- Forsmarks Kraftgrupp AB
- OKG AB
- Ringhals AB